# Wohn- und Geschäftshaus Lange Straße 12
Das Wohn- und Geschäftshaus Lange Straße 12 in Hoya, auch ehemalige Rats-Apotheke genannt, wurde im 19. Jahrhundert gebaut.
Das ortsteilprägende Gebäude wird aktuell (2022) auch als Wohn- und Geschäftshaus genutzt.
Das Gebäude steht unter Denkmalschutz (siehe auch Liste der Baudenkmale in Hoya).

## Beschreibung und Geschichte
Das zweigeschossige siebenachsige traufständige verputzte klassizistische Gebäude mit Walmdach und mittigem Portal sowie dem geschossteilenden Gesimsband mit der alten Inschrift „Apotheke“ wurde 1841 gebaut.
Von 1687 bis 1841/43 war die um 1631 gegründete Hoyaer Rats-Apotheke im Haus Deichstraße 13. Von 1841 bis 1989 war sie hier in der Langen Straße 12 und von 1989 bis 2022 in der Bücker Straße 1.